# Soyama
Soyama är en mindre stad i regionen Ye Debub Biheroch Bihereseboch na Hizboch i södra Etiopien. Staden ligger på 1 660 meters höjd, och beräknades ha 8 001 invånare 2011.